# Medusa (1931)
| «Медуза»                                                                 | «Медуза» | «Медуза» |
| ------------------------------------------------------------------------ | --- | --- |
| Medusa                                                                   | | |
|                                                                          | | |
| Однотипні підводні човні «Джалеа» і «Джантіна»                           | | |
| Верф                                                                     | CRDA, Монфальконе | CRDA, Монфальконе |
| Під прапором                                                             | Королівство Італія | Королівство Італія |
| Належність                                                               | Королівські військово-морські сили Італії                                                                                                   | Королівські військово-морські сили Італії                                                                                                   |
| Закладений                                                               | 30 листопада 1929 | 30 листопада 1929 |
| Спуск на воду                                                            | 10 грудня 1931 | 10 грудня 1931 |
| Введений до складу флоту                                                 | 8 жовтня 1932 | 8 жовтня 1932 |
| На службі                                                                | 1932—1942 | 1932—1942 |
| Загибель                                                                 | 30 січня 1942 року потоплений на підступах до Поли британським підводним човном «Торн»                                                      | 30 січня 1942 року потоплений на підступах до Поли британським підводним човном «Торн»                                                      |
| Бойовий досвід                                                           | Друга світова війна Битва на Середземному морі                                                                                              | Друга світова війна Битва на Середземному морі                                                                                              |
| Проєкт                                                                   | | |
| Тип ПЧ                                                                   | прибережний підводний човен | прибережний підводний човен |
| Основні характеристики                                                   | | |
| Швидкість (надводна)                                                     | 14 вузлів (26 км/год) | 14 вузлів (26 км/год) |
| Швидкість (підводна)                                                     | 8 вузлів (15 км/год) | 8 вузлів (15 км/год) |
| Робоча глибина занурення                                                 | 80 м | 80 м |
| Дальність плавання                                                       | 5000 миль (9300 км) на швидкості 7 вузлів у надводному положенні 110 миль (200 км) на швидкості 3 вузли (5,6 км/год) у підводному положенні | 5000 миль (9300 км) на швидкості 7 вузлів у надводному положенні 110 миль (200 км) на швидкості 3 вузли (5,6 км/год) у підводному положенні |
| Екіпаж                                                                   | 44 офіцери та матроси | 44 офіцери та матроси |
| Розміри                                                                  | | |
| Довжина найбільша (по КВЛ)                                               | 61,5 м | 61,5 м |
| Ширина корпусу найб.                                                     | 5,7 м | 5,7 м |
| Середня осадка (по КВЛ)                                                  | 4,7 м | 4,7 м |
| Водотоннажність надводна                                                 | 660 т | 660 т |
| Водотоннажність підводна                                                 | 813 т | 813 т |
| Силова установка                                                         | | |
| Дизель-електрична: 2 × дизельних двигуни Tosi 2 × електродвигуни Ansaldo | | |
| Гвинти                                                                   | 2 | 2 |
| Потужність                                                               | 1500 к. с. (дизелі) 800 к. с. (електродвигун)                                                                                               | 1500 к. с. (дизелі) 800 к. с. (електродвигун)                                                                                               |
| Озброєння                                                                | | |
| Артилерія                                                                | 1 × 102-мм гармата 102/35 Model 1914 | 1 × 102-мм гармата 102/35 Model 1914 |
| Торпедно- мінне озброєння                                                | 6 × 533-мм торпедних апарати | 6 × 533-мм торпедних апарати |
| ППО                                                                      | 2 × 12,7-мм зенітних кулемети Breda Model 1931                                                                                              | 2 × 12,7-мм зенітних кулемети Breda Model 1931                                                                                              |

«Медуза» (італ. Medusa) — військовий корабель, дизель-електричний прибережний підводний човен 600-тонної серії типу «Аргонаута» Королівських ВМС Італії за часів Другої світової війни. «Медуза» був закладений 30 листопада 1929 року на верфі компанії CRDA у Монфальконе. 10 грудня 1931 року він був спущений на воду, а 8 жовтня 1932 року увійшов до складу Королівських ВМС Італії.

## Історія служби
У жовтні 1932 року, коли ПЧ «Медуза» був введений в експлуатацію, він базувався в Мессіні. У 1934 році він здійснив тривалий навчальний похід до східного Середземномор'я. З 1935 року базаувався на Леросі, а через рік був переведений назад до Мессіни. Пізніше його призначили до 72-ї ескадри підводних човнів (VII група) у Кальярі, і тут він проходив службу до вступу Італії у Другу світову війну.
24 вересня, прямуючи до свого району патрулювання (біля Філліпвіля) під командуванням капітана корвета Енцо Гроссі, човен став об'єктом атаки гідролітака Short Sunderland, який він відбив та пошкодив британський літак.
9 листопада 1940 року він вийшов з Кальярі, прямуючи до острова Ла-Галіте, разом з чотирма іншими підводними човнами, протистоячи британській операції «Коат» (з різними цілями, включаючи відправку військових кораблів з Гібралтару до Александрії, конвою на Мальту та Грецію, атаку торпедоносців на Таранто та атаку на італійські конвої в Нижній Адріатиці), але повернувся, не виявивши жодного ворога у поході.
30 січня 1942 року під командуванням капітана корвета Енріко Бертареллі він повертався з навчальної місії в затоці Карнаро, точніше між Черсо та узбережжям Істрії (з 60 осіб на борту 27 — 6 офіцерів і 21 старшина і матрос — були студентами) разом з пароплавом «Градо», підводним човном «Мамелі» і старим міноносцем «Інсідіозо», його помітив британський підводний човен «Торн», який сплив на поверхню та з відстані кілометра випустив у нього чотири торпеди.
Внаслідок ураження торпедами італійський підводний човен вибухнув та затонув. Врятувати вдалося лишень трьох людей. Затонулий корабель було знайдено та задіяно вісім водолазів. У якийсь момент розглядалася спроба підняти підводний човен за допомогою понтонів G.A. 141 та G.A.146, але врешті вони не були використані. Водолазам вдалося зв'язатися з чотирнадцятьма чоловіками, які опинилися в кормовому відсіку. Було сподівання, що їх вдасться врятувати, але погана погода змусила остаточно припинити рятувальну операцію 3 лютого.